# Chaurjahari
Chaurjahari (Nepali चौरजहारी) ist eine Stadt (Munizipalität) im westlichen Nepal im Distrikt Rukum in der Provinz Karnali. 
Die Stadt liegt 25 km westlich der Distrikthauptstadt Musikot am Flussufer des Sani Bheri auf einer Höhe von 758 m. Die Stadt Chaurjahari entstand 2015 durch Zusammenschluss der Village Development Committees Bijayaswori und Kotjahari.
Hauptort ist Chaurjahari im ehemaligen VDC Bijayaswori. Der Ort verfügt über einen Flugplatz, den Chaurjahari Airport.

## Einwohner
Bei der Volkszählung 2011 hatten die beiden VDCs, welche die Stadt Chaurjahari bilden, 14.489 Einwohner.